# الانتخابات البرلمانية التشادية 2011
الانتخابات البرلمانية التشادية 2011 هي انتخابات حدثت في تشاد بتاريخ 13 فبراير 2011؛ وهي أول انتخابات من هذا النوع تجري منذ العام 2002.
1. ↑  Deutsche Presse-Agentur (13 فبراير 2011). "Opposition to contest Chad's parliamentary elections". Monsters and Critics.com. WotR, Ltd. مؤرشف من الأصل في 2013-01-03. اطلع عليه بتاريخ 2011-02-13.